# Chapelle Saint-Urlo
La chapelle Saint Urlo et sa fontaine sont situées sur la commune de Lanvénégen dans le Morbihan. S'y déroule le pardon de Saint-Urlo, le dernier dimanche de juillet. Saint Urlo fait toujours l'objet d'une intense dévotion. Il est invoqué pour les maux de tête, de rein, ainsi que pour la maladie de la goutte. D'ailleurs la maladie de la goutte se dit en breton : droug Saint Urlou (mal de Saint Urlo).

## Historique
La chapelle Saint-Urlo est construite entre 1513 et 1518. Elle est dédiée à saint Urlo ou saint Gurloës, le premier abbé de l'abbaye Sainte-Croix de Quimperlé.
Elle est restaurée entre 1851 et 1853, puis entre 1929 et 1930, pour restaurer le transept effondré, et enfin en 1971.
L'ensemble, composé de la chapelle et de sa fontaine, fait l’objet d’un classement au titre des monuments historiques depuis le 9 avril 1932.
Le baron du Faouët était seigneur prééminencier de la chapelle.

Le pardon de Saint-Urlo de juillet 1675 fut le théâtre d'un épisode de la Révolte des Bonnets rouges en Bretagne. Un dénommé Alain Maillard, prêtre de son état, excita la foule présente pour le pardon en montrant un document confirmant  que le pouvoir royal voulait imposer la gabelle en Bretagne. Un sergent dénommé Cosvart présent à l'office fut malmené par la foule qui le roua de coups. Alain Maillard fut condamné par la suite aux galères.

## Description

### Extérieur
La chapelle est construite en granite, d'après un plan en croix latine, avec nef et transept se terminant sur un chevet carré. Un clocher ajouré, à meneaux et flèche octogonale, coiffe l'édifice. Un cadran solaire en ardoise est visible sur la façade sud. Il porte la date 1603.

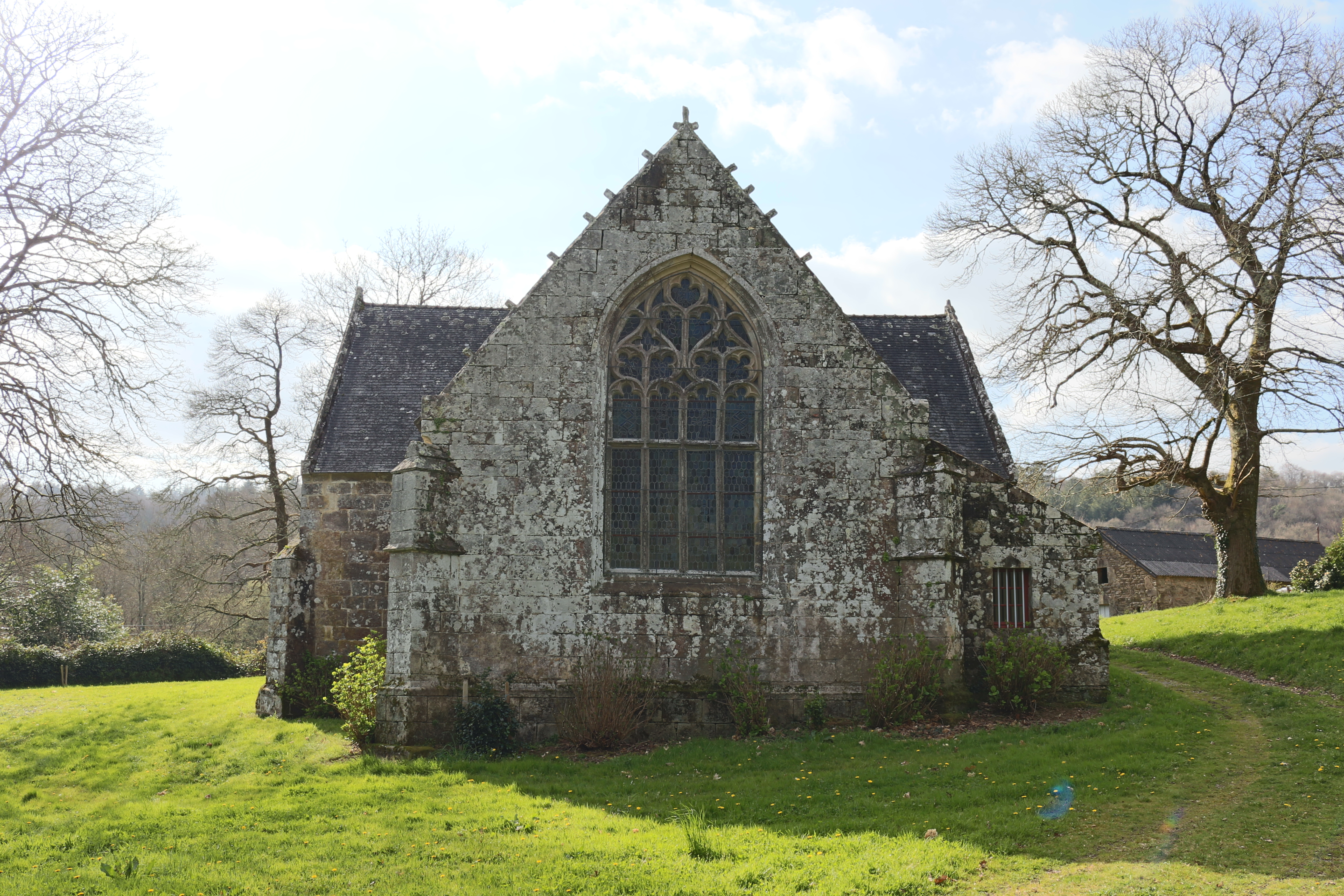
Le chevet.
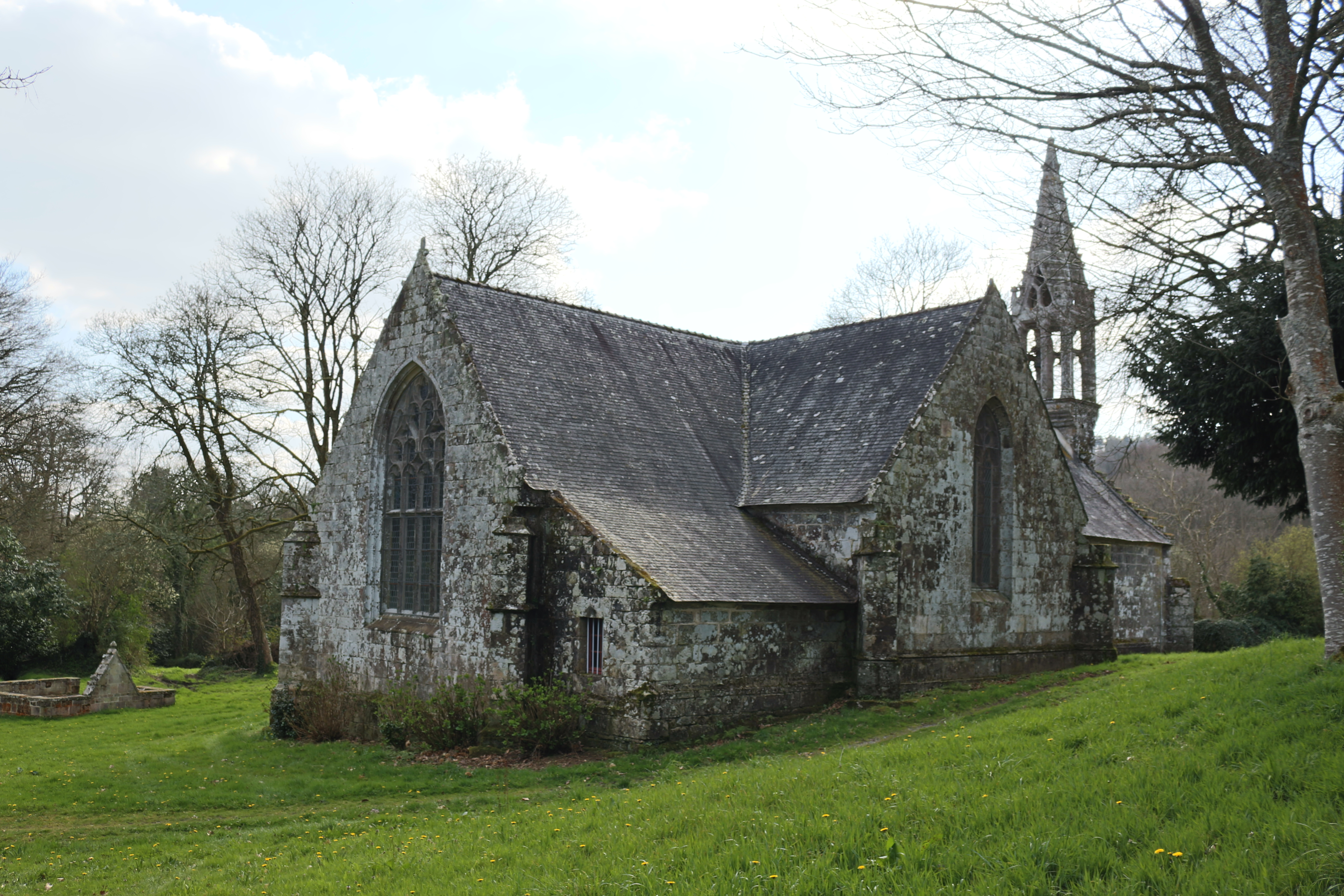
La façade nord.
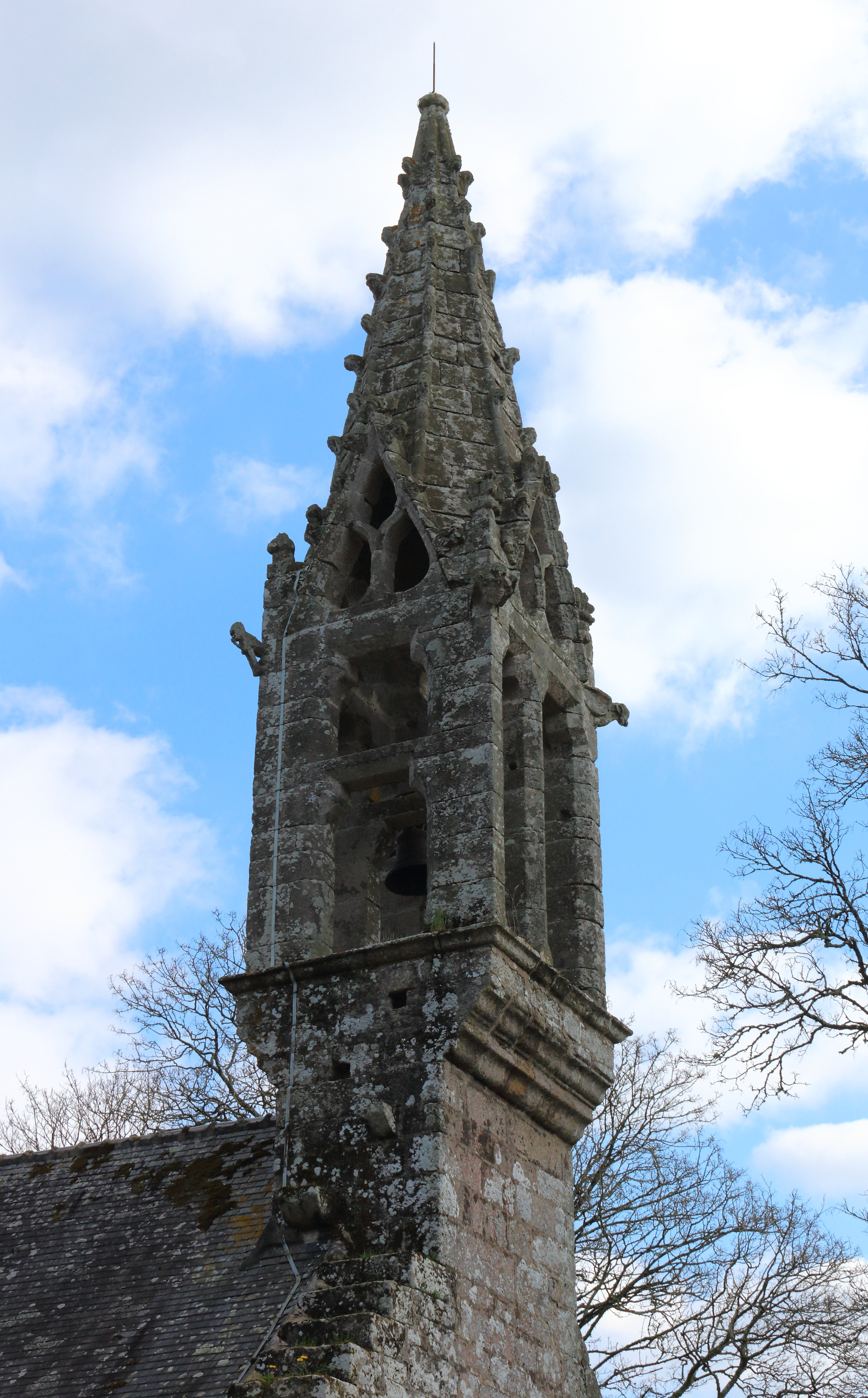
Le clocher.
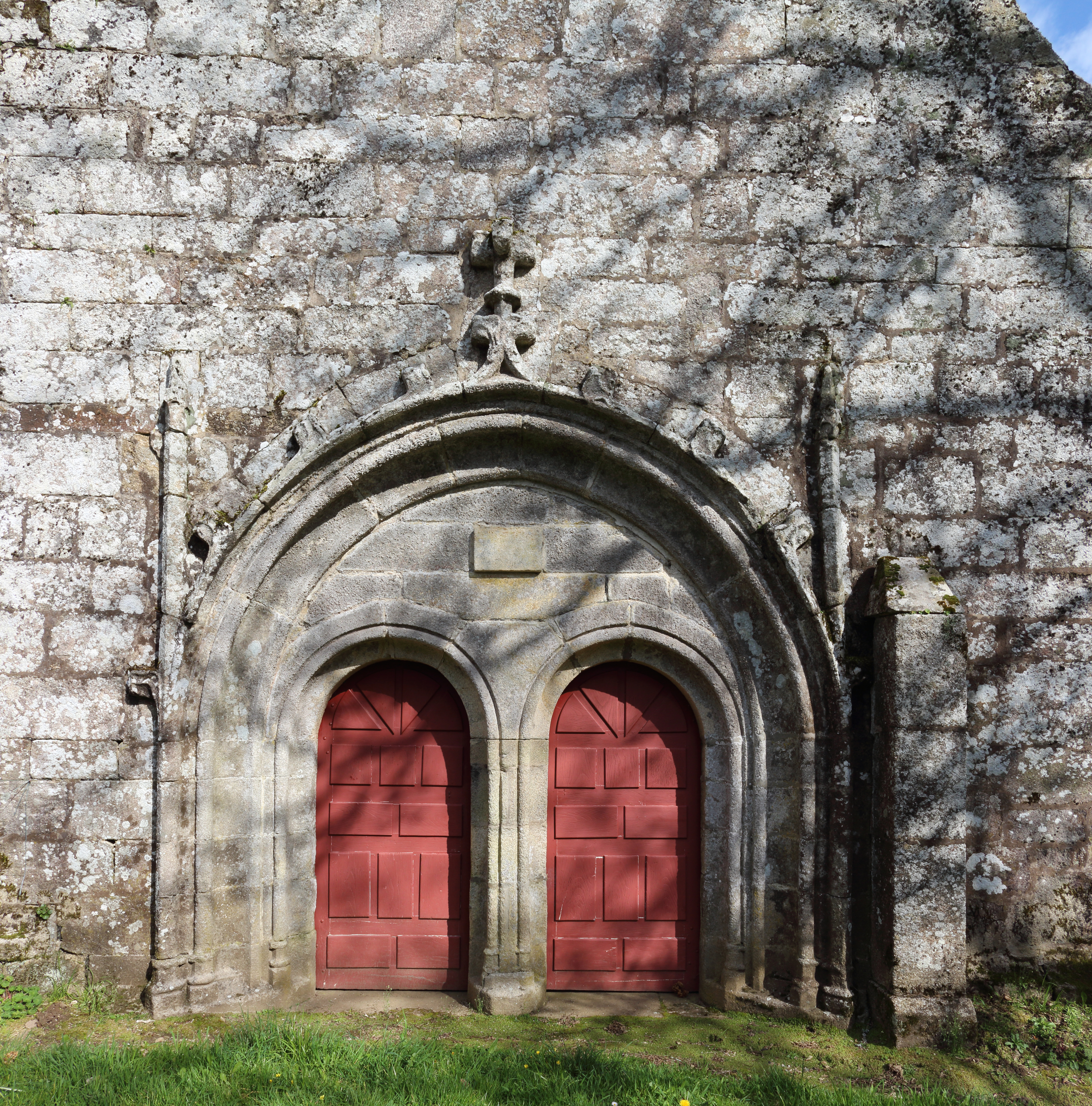
Le portail d'entrée.

### Intérieur
La chapelle abrite  un maître-autel datant du XVIIIe siècle, deux autels et trois retables. Une tribune en bois, portant la date 1712, portée par trois poteaux, à laquelle on accède par un escalier, est adossée au mur du pignon ouest.

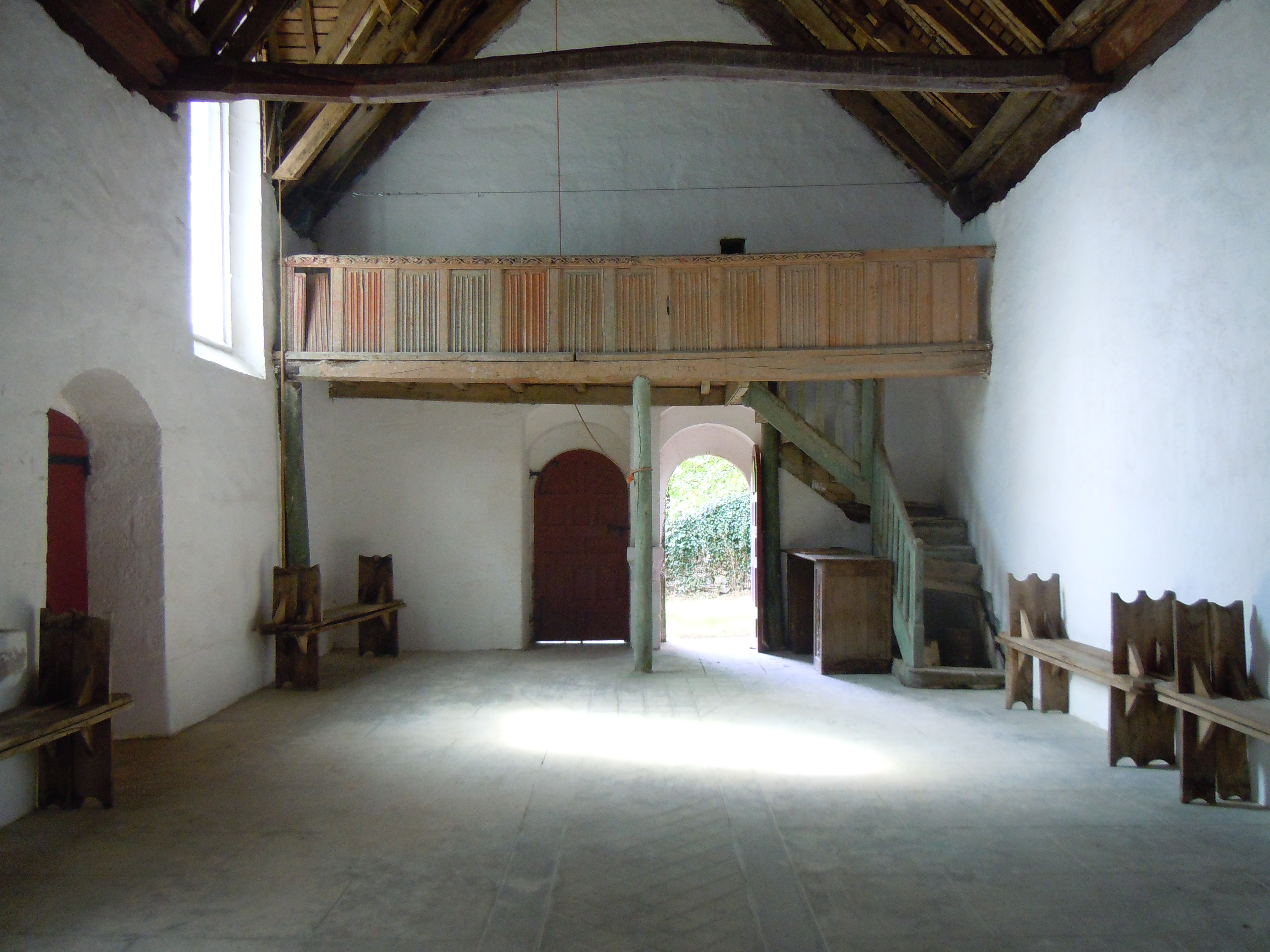
La tribune, porte la date 1712, nef, extrémité occidentale
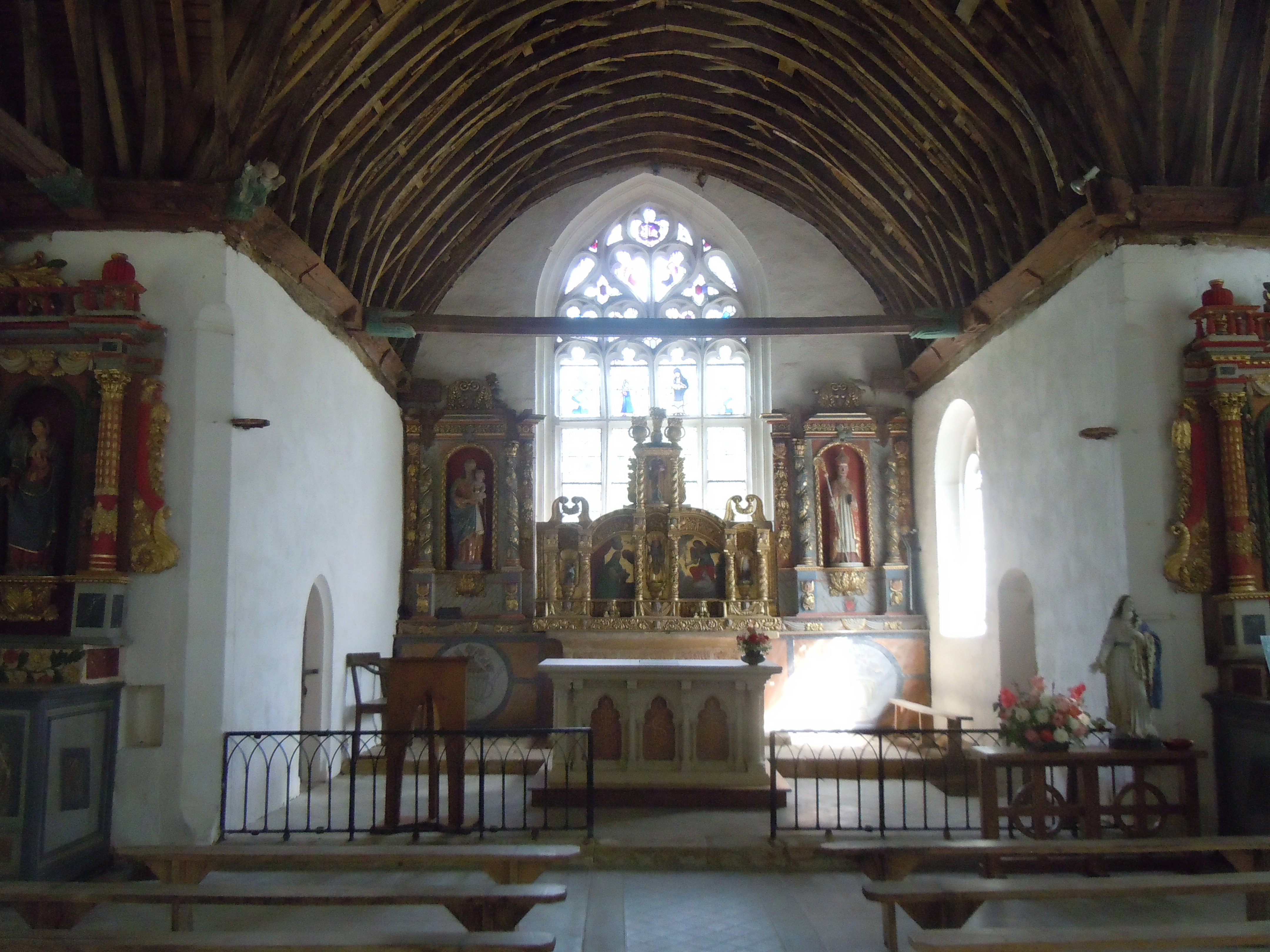
L'autel et le retable du chœur, le retable porte la date 1699.
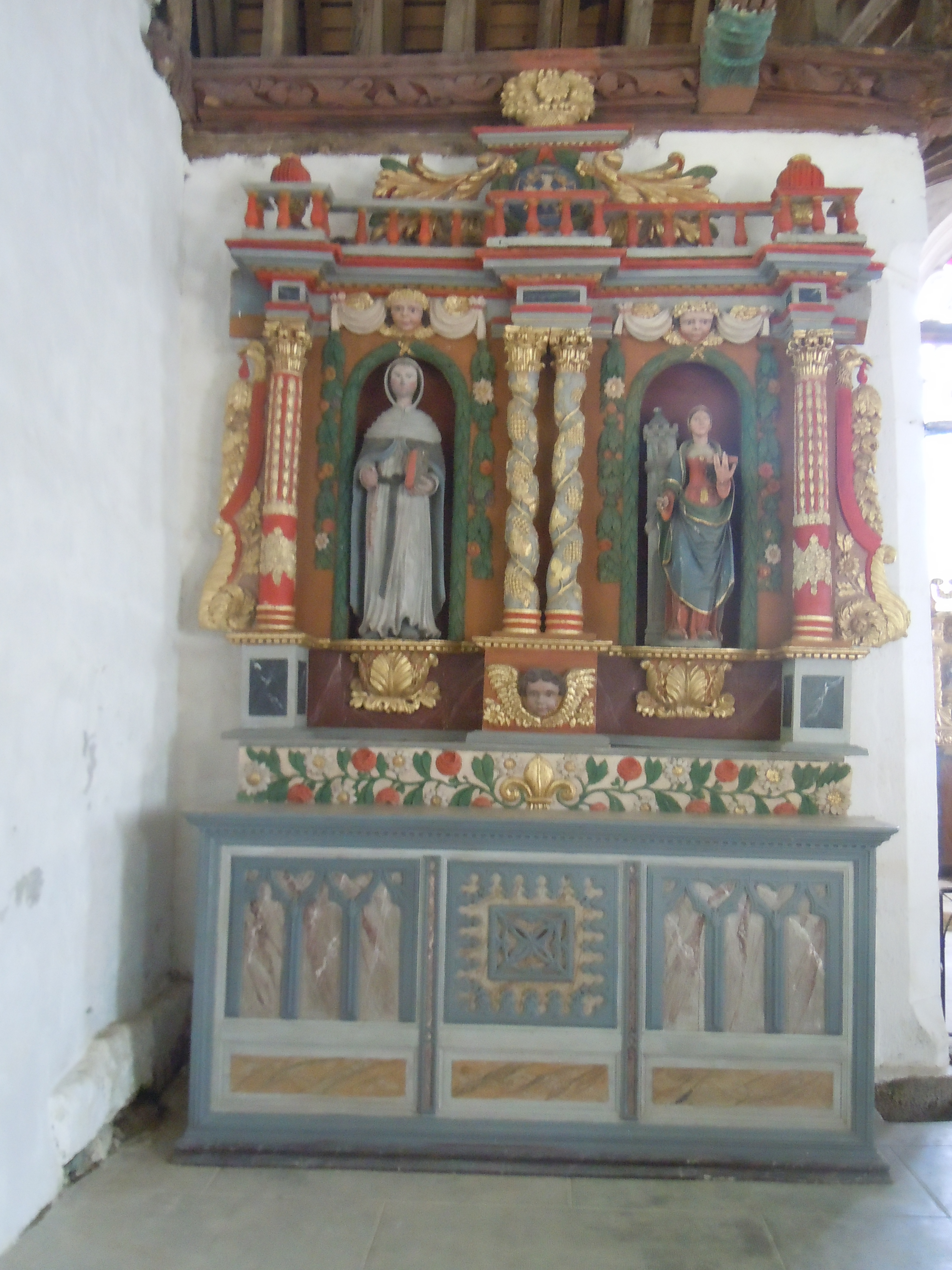
L'autel et le retable du bras nord, le retable porte la date 1699.

### La charpente et ses éléments de décor
L'ensemble des sablières, des entraits et les trois blochets datent du XVIe siècle. Les sablières sont ornées de frises de rinçeaux de feuillages et pampres. Des engoulants sont sculptés aux extrémités des entraits et des bustes d'angelots sur les blochets.                                                    

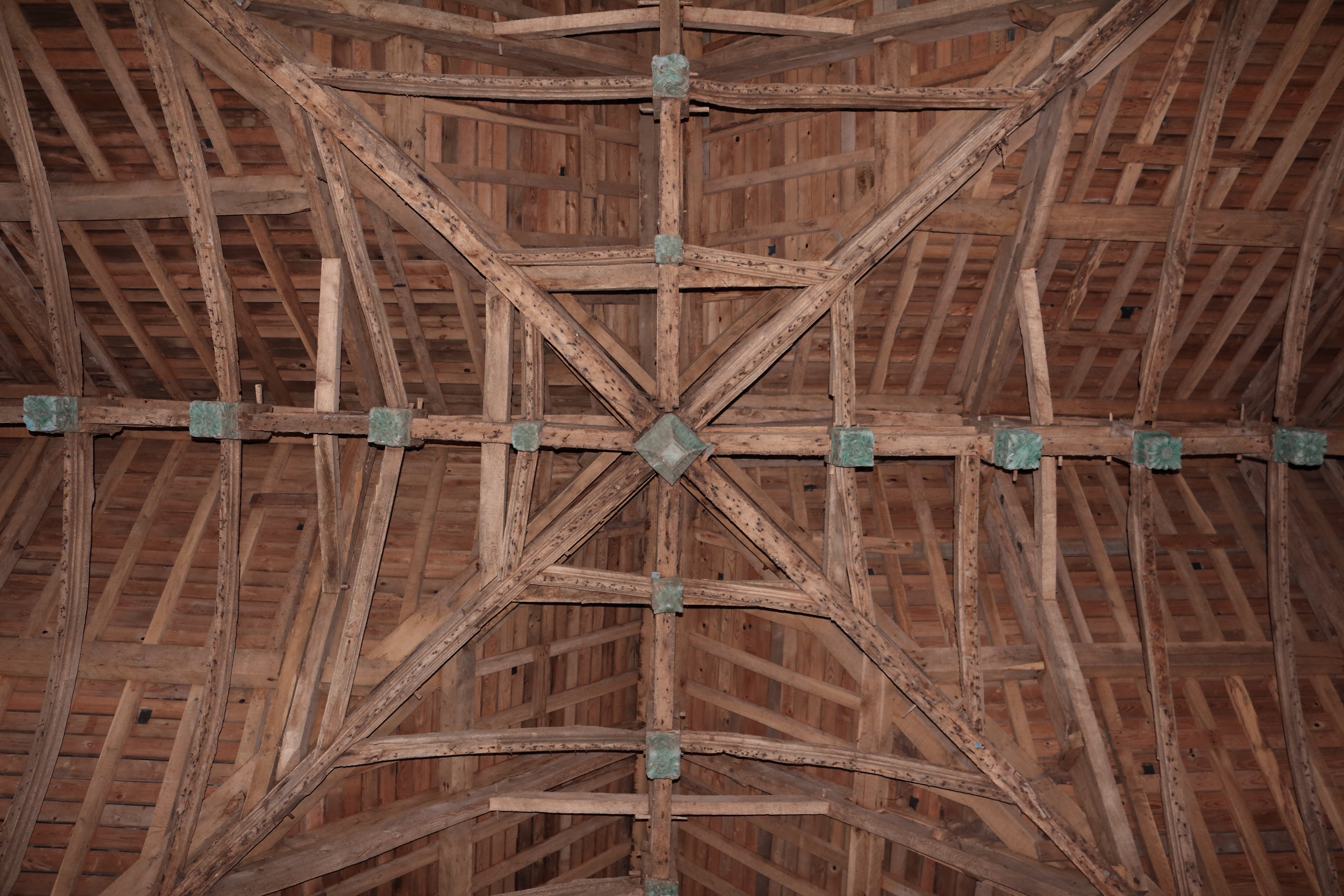
La charpente au niveau de la croisée du transept.
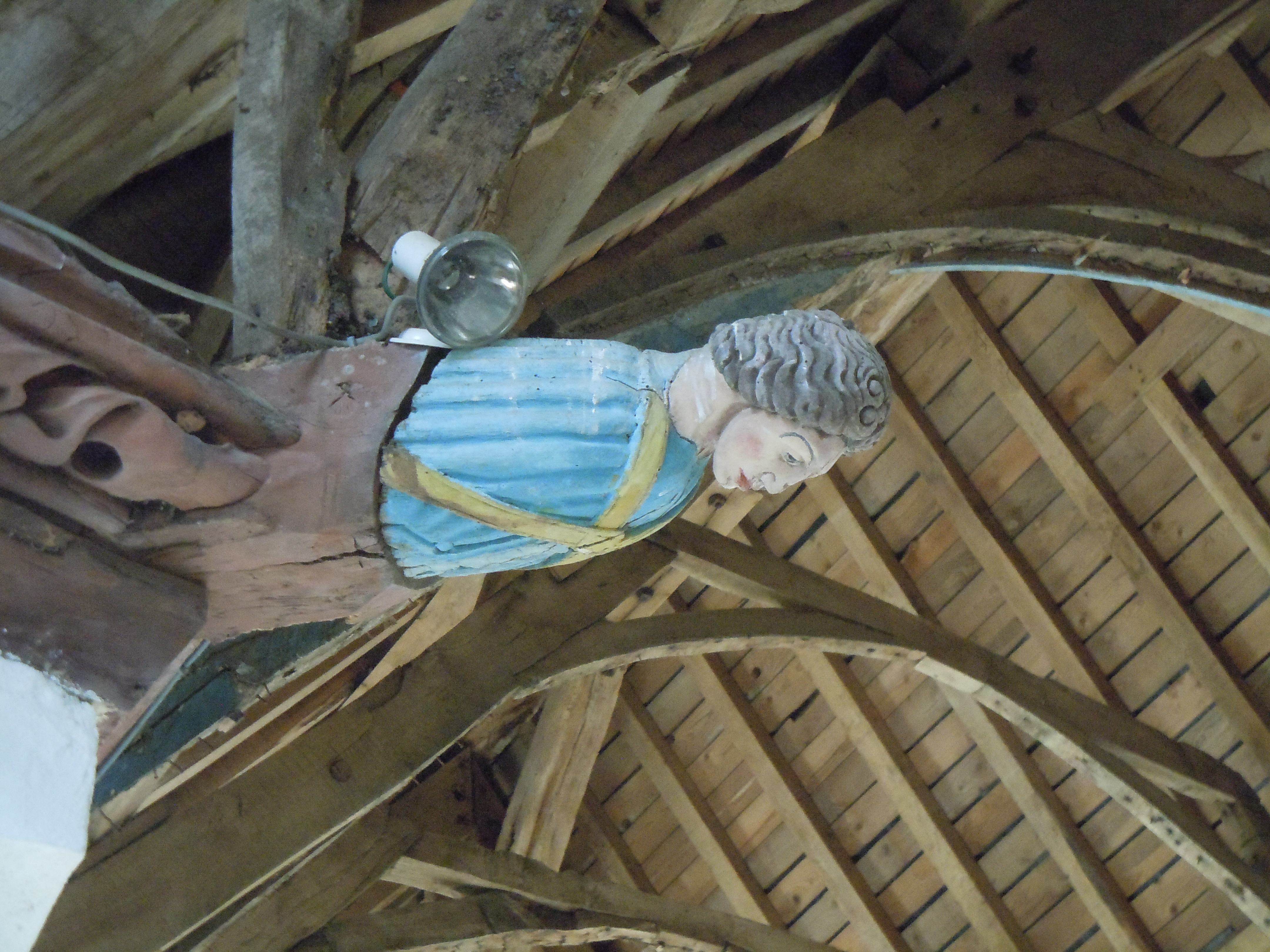
Blochet sculpté : Buste d'angelot.
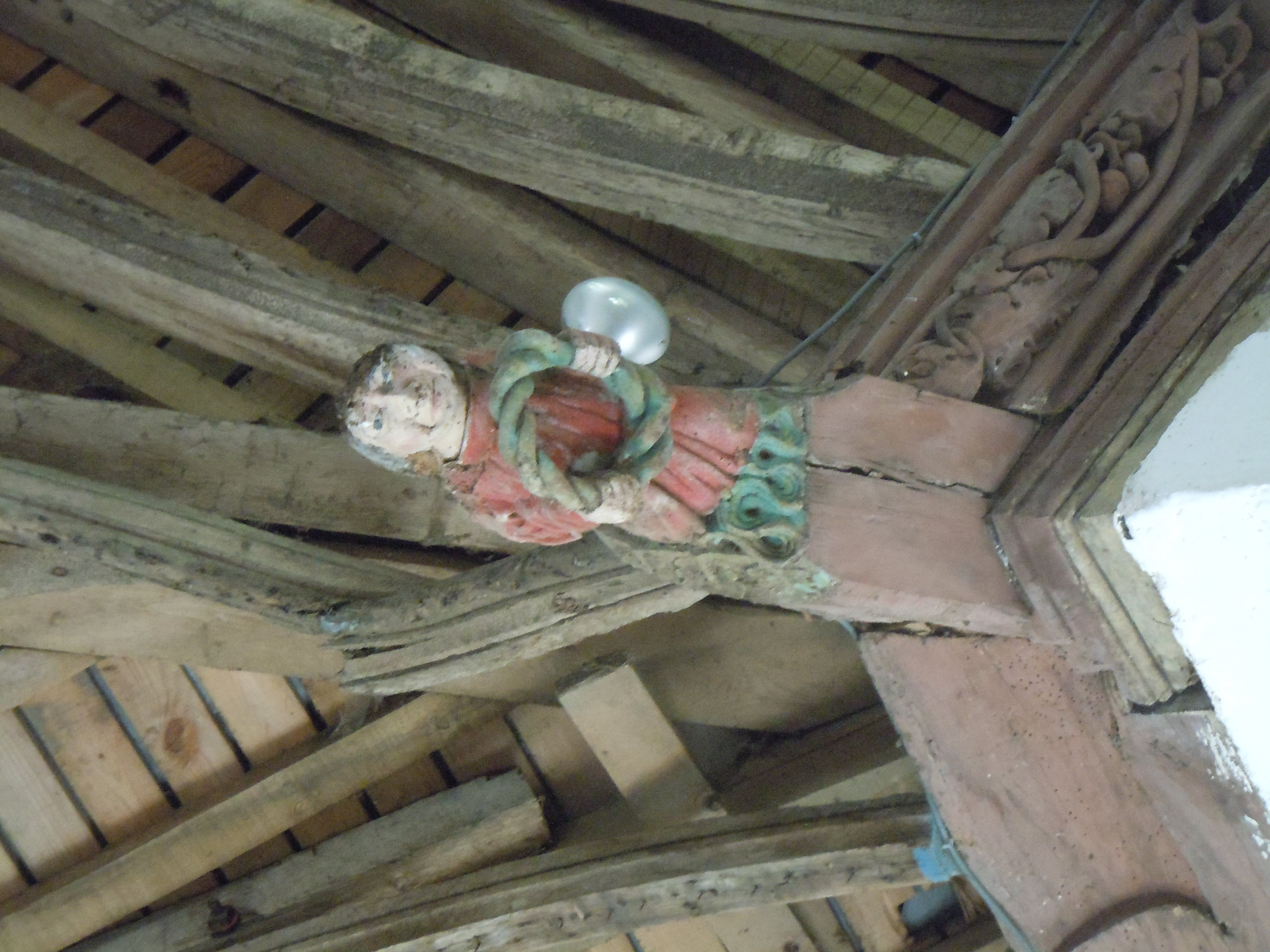
Blochet sculpté : Buste d'angelot tenant une couronne d'épines.

### La fontaine
Une fontaine est bâtie à proximité. Elle se présente comme un édicule granitique composé d'un fronton triangulaire dans lequel est aménagé une niche. L'eau se déverse dans une piscine carrée. Une enceinte en granite délimite l'ensemble.